# Panurginus albopilosus
Panurginus albopilosus är en biart som först beskrevs av Lucas 1846.  Panurginus albopilosus ingår i släktet bergsbin, och familjen grävbin. Inga underarter finns listade i Catalogue of Life.